# Jacques Breuer (attore)
Jacques Breuer (pron.: /'Ʒak 'bRɔjɐ:/; Monaco di Baviera, 20 ottobre 1956 – Monaco di Baviera, 5 settembre 2024) è stato un attore e doppiatore tedesco di origine austriaca.

## Biografia

### Origini
Nacque a Monaco di Baviera il 20 ottobre 1956 in una famiglia di attori. Attori furono infatti il nonno Siegfried Breuer (1906-1956), il padre Siegfried Breuer Jr. (1930-2004), lo zio Wolfgang Condrus ed il fratello Pascal Breuer.

### Carriera
Fu attivo in campo cinematografico e soprattutto televisivo e teatrale.
Tra cinema e televisione partecipò dall'inizio degli anni sessanta del XX secolo in poi, ovvero da quando era ancora un bambino, a circa una settantina di produzioni, recitando a fianco di attori quali Mario Adorf, Horst Buchholz, Hildegard Knef, ecc. Apparve in vari episodi di diverse serie televisive che lo resero un volto particolarmente noto quali L'ispettore Derrick (serie in cui compare in 10 episodi), Il commissario Köster - Il commissario Kress - Il commissario Herzog (Der Alte, serie in cui compare in 15 episodi), Tatort, ecc.
A teatro recitò in opere di Bertolt Brecht, William Shakespeare, Arthur Schnitzler, ecc.
Come doppiatore prestò la voce ad attori quali Vincenzo Amato, Hank Azaria, William Baldwin, Jonathan Breck, Vincent Cassel, James Caviezel, Alessandro Gassmann, Iain Glen, Frank Grillo, Tchéky Karyo, Jean-Marie Lamour, Anthony LaPaglia, Gérald Laroche, Jet Li, Ron Livingston, Sergi López, Josh Lucas, Michael Maloney, Julian McMahon, Mads Mikkelsen, Viggo Mortensen, Timothy Olyphant, Clive Owen, Bi ll Paxton, John C. Reilly, Sam Robards, Julian Sands, Rufus Sewell, Sunil Shetty, Stanley Tucci, Michael Wincott, Roschdy Zem, ecc.

### Morte
Morì a Monaco di Baviera il 5 settembre 2024 all'età di 67 anni a causa di un ictus. La notizia della morte fu pubblicata sul sito bil.de il 24 settembre successivo.

## Vita privata
Jacques Breuer visse a Monaco di Baviera, sua città natale. Fu sposato per 11 anni con l'attrice austriaca Sissy Höfferer (la protagonista di Squadra Speciale Colonia). Nel 2008 si risposò con l'attrice Viola Wedekind dalla quale poi si separò nel 2017. Malato di diabete da più di 30 anni, nel maggio 2022 sopravvisse ad una grave sepsi. In un'intervista pubblicata su bild.de (pagina web della Bild) dichiarò: "I medici mi hanno salvato la vita. Sono felice di essere ancora vivo."  Tuttavia dovettero amputargli tre dita dei piedi a causa di problemi cardiocircolatori.
Sosteneva Medici senza frontiere e Greenpeace.

## Filmografia parziale

### Attore

#### Cinema
- Morenga (1985)
- La seconda vittoria (The Second Victory, 1987; ruolo: Johann Wikivill)
- Torquemada (1989)
- Caffè Europa (1990)
- Lautlos (1991)
- Wolkenkratzer (1991)
- Ludenmann macht fertig (2006)

#### Televisione
- Nora (1961)
- Die Heiratsvermittlerin (1975)
- L'ispettore Derrick (Derrick, serie TV, episodio "Una valigia da Salisburgo", 1975; ruolo: Richard Hinz), regia di Alfred Weidenmann
- L'ispettore Derrick (serie TV, episodio "Assolo per Margarete", 1978; ruolo: Ruff), regia di Michael Braun
- Mathias Sandorf (miniserie TV, 1979)
- Il commissario Köster (Der Alte, serie TV, 1 episodio, 1980)
- L'ispettore Derrick (serie TV, episodio "La morte cerca abbonati", 1980; ruolo: Kurt Weber), regia di Zbyněk Brynych
- Berlin Tunnel 21 (1981)
- L'ispettore Derrick (serie TV, episodio "Il sesto fiammifero", 1981; ruolo: Rolf Heckel), regia di Alfred Vohrer
- Büro, Büro (serie TV, 1982)
- L'ispettore Derrick (serie TV, episodio "L'assassino manda fiori", 1983; ruolo: Udo Müller), regia di Helmuth Ashley
- Egmont (1984)
- Don Carlos (1984)
- Stahlkammer Zürich (serie TV, 1985; ruolo: Roman Berger)
- Tatort (serie TV, 1 episodio, 1985)
- L'ispettore Derrick (serie TV, episodio "La morte di Maria Simka", 1985; ruolo: Udo Hassler), regia di Theodor Grädler
- Wanderungen durch die Mark Brandenburg (1986)
- Der Schrei der Eule (1987)
- Un caso per due (Ein Fall für zwei, serie TV, 1 episodio, 1988)
- Unsichtbare Mauern (1989)
- SOKO 5113 (serie TV, 1988)
- Café Meineid - serie TV, 26 episodi (1990-1991)
- SOKO 5113 (serie TV, 1991)
- L'ispettore Derrick (serie TV, episodio "Il morto non ha quasi importanza", 1991; ruolo: Schwacke), regia di Horst Tappert
- Wolff - Un poliziotto a Berlino (serie TV, 1 episodio, 1993)
- Tatort (serie TV, 1 episodio, 1993)
- SOKO 5113 (serie TV, 1993)
- L'ispettore Derrick (serie TV, episodio "Due giorni, due notti", 1993; ruolo: Achim Kronau), regia di Zbyněk Brynych
- Die Stadtindianer (serie TV, 1994)
- Rosamunde Pilcher - Le bianche dune della Cornovaglia (Rosamunde Pilcher - Karussell des Lebens, film TV, 1994; ruolo: Daniel Cassus), regia di Rolf von Sydow
- Il commissario Kress (Der Alte, serie TV, 1 episodio, 1994)
- L'ispettore Derrick (serie TV, episodio "Un volto dietro la vetrina", 1997; ruolo: Bernd Weinding), regia di Wigbert Wicker
- Madre a 18 anni (Mutter mit 18) - film TV, regia di Horst Kumeth (1995)
- Schlag weiter, kleines Kinderherz! (1995)
- Tatort (serie TV, 1 episodio, 1995)
- Un caso per due (Ein Fall für zwei, serie TV, 1 episodio, 1995)
- Liebe, Leben, Tod (1996)
- Il commissario Kress (Der Alte, serie TV, 1 episodio, 1996)
- Sophie - Schlauer als die Polizei erlaubt (serie TV , 1 episodio, 1997)
- L'ispettore Derrick - serie TV, episodio "Il canto degli uccelli notturni", regia di Dietrich Haugk (1997)
- Il commissario Kress (Der Alte - serie TV, 1 episodio (1997)
- Medicopter 117 - Jedes Leben zählt - serie TV, 1 episodio (1998)
- Wolff - Un poliziotto a Berlino - serie TV, 1 episodio (1998)
- Tatort (serie TV, 1 episodio, 1998)
- Il commissario Kress (Der Alte, serie TV, 1 episodio, 1998)
- Il commissario Kress (Der Alte, serie TV, 1 episodio, 1998)
- Zum Sterben schön (1999)
- Il commissario Rex (serie TV, 1 episodio, 1999)
- Tatort (serie TV, 1 episodio, 1999)
- Il commissario Kress (Der Alte, serie TV, 1 episodio, 1999)
- Der Zauber des Rosengartens (2000)
- Il commissario Kress (Der Alte, serie TV, 1 episodio, 2000)
- Un caso per due (Ein Fall für zwei, serie TV, 1 episodio, 2001)
- Siska (serie TV, 2001)
- Polizeiruf 110 (serie TV, 1 episodio, 2002)
- Die 8. Todsünde: Das Toskana-Karussell (2002)
- Il commissario Kress (Der Alte, serie TV, 1 episodio, 2002)
- Un ciclone in convento (serie TV, 1 episodio, 2003)
- Un caso per due (Ein Fall für zwei, serie TV, 1 episodio, 2003)
- Verliebte Diebe (2003)
- SOKO Kitzbühel (serie TV, 1 episodio, 2003)
- Il commissario Kress (Der Alte, serie TV, 1 episodio, 2003)
- Siska (serie TV, 2003)
- Siska (serie TV, 2004)
- SOKO 5113 (serie TV, 2004)
- Un milionario per mamma (Mama und der Millionär, film TV, 2005; ruolo: Jan de Bries), regia di Gloria Behrens
- Ewig rauschen die Gelder (2005)
- Siska (serie TV, 2005)
- Il commissario Kress (Der Alte, serie TV, 1 episodio, 2005)
- Siska (serie TV, 2006)
- SOKO 5113 (serie TV, 2007)
- Il commissario Kress (Der Alte, serie TV, 1 episodio, 2007)
- Il commissario Herzog (Der Alte, serie TV, 1 episodio, 2008)
- Il commissario Herzog (Der Alte, serie TV, 1 episodio, 2009)

### Regista
- Affären (1994)

## Doppiaggio
- Vinsmoke Judge in One Piece

## Doppiatori italiani
- In Rosamunde Pilcher - Le bianche dune della Cornovaglia, Jacques Breuer è stato doppiato da Massimo Rossi[10]
- In Madre a 18 anni, Jacques Breuer è stato doppiato da Francesco Prando[11]
- In Un milionario per mamma, Jacques Breuer è stato doppiato da Nino D'Agata[12]